# Hoàng Lão Đạo
Hoàng Lão Đạo là tiền thân của Thái Bình Đạo, một giáo phái của Đạo giáo. Hoàng là Hoàng Đế, Lão là Lão Tử. Tư tưởng Hoàng Lão bắt nguồn từ các Đạo gia thuộc học phái Tắc Hạ thời Chiến Quốc, đến đầu đời Tây Hán nó biến thành một trào lưu triết học và chính trị mạnh, chủ trương thanh tĩnh vô vi, cho dân nghỉ ngơi, nới tay trị dân. Đến đời Đông Hán, học phái này trở thành tôn giáo, thờ Hoàng Đế và Lão Tử. Chịu ảnh hưởng của Hoàng Lão Đạo, Trương Giác nổi lên, tự xưng là «Đại Hiền Lương Sư», sáng lập Thái Bình Đạo, phát động khởi nghĩa gọi là Hoàng Cân khởi nghĩa mà sử gọi là giặc Khăn Vàng.